# دردار دامبياري
دردار دامبياري (الاسم العلمي: Ulmus dampieri) هو نوع نباتي يتبع جنس الدردار من فصيلة الدردارية.